# Hixame I
Hixame ibne Abderramão Aldaquil (em árabe: هشام بن عبد الرحمن الداخل; romaniz.: Hisham ibn Abd al-Ramun Alddakhil; 756 - 796), melhor conhecido como Hixame I, Hixeme I ou Híxem I, foi o segundo emir Omíada de Córdova, governando de 788 até 796.

## Vida e obras
Nascido em Córdova, foi o primeiro filho e sucessor de Abderramão I e da sua esposa Halul. A sua elevação a emir provocou a sublevação dos seus irmãos Solimão, governador de Toledo, e Abedalá, a quem derrotou, com a ajuda do convertido Muça ibne Fortune. Construiu muitas mesquitas e completou a Mesquita de Córdova. Em 792, ele clamou por uma jiade contra os cristãos, atraindo muitos muçulmanos estrangeiros. A campanha acabou se realizando em 793 contra o Reino das Astúrias e o Condado de Tolosa, onde ele acabou derrotado em Orange por Guilherme de Gellone, o conde franco de Tolosa e o primo em primeiro grau de Carlos Magno.
Hixame morreu em 796 após reinar por oito anos, com apenas quarenta anos de idade. Ele se inspirava no califa Omar II (r. 717–720) e lutou para consolidar o modo de vida islâmico, vivendo uma vida simples, sem regalias ou ostentações. Ele foi considerado um homem temente a Alá e era conhecido por ser justo e imparcial.